# Wachtliella ericina
Wachtliella ericina (Dopheigalmug) is een muggensoort uit de familie van de galmuggen (Cecidomyiidae). De wetenschappelijke naam van de soort is voor het eerst geldig gepubliceerd in 1885 door F. Low.

## Voorkomen in Europa
De Dopheigalmug komt voor van het noorden van Denemarken tot in Italië, Spanje, Portugal en het zuiden van Frankrijk. Sinds 2022 ontdekt in Nederland.